# 莎兰达·扬
莎兰达·德雷洛斯·扬（英語：Shalanda Delores Young，1977年8月29日—），曾任美国行政管理和预算局局长，曾任美國眾議院撥款委員會幕僚主任。

## 早年与教育经历
莎兰达生于美国路易斯安那州扎卡里，在路易斯安那州克林顿长大。从苏格兰维尔磁铁高中毕业后，获新奧爾良洛約拉大學文学士及杜蘭大學健康管理硕士。

## 职业生涯
2001年前后，莎兰达来到华盛顿特区，担任美国国家卫生院总统管理研究员。在此后14年间，莎兰达一直出任美国众议院拨款委员会幕僚，2017年2月提名为幕僚主任，直至2021年获提名行政管理和预算局副局长。副局长任内，莎兰达针对2018年－2019年美国联邦政府停摆事件及美国联邦政府应对COVID-19疫情措施草拟提案。

### 行政管理和预算局局长

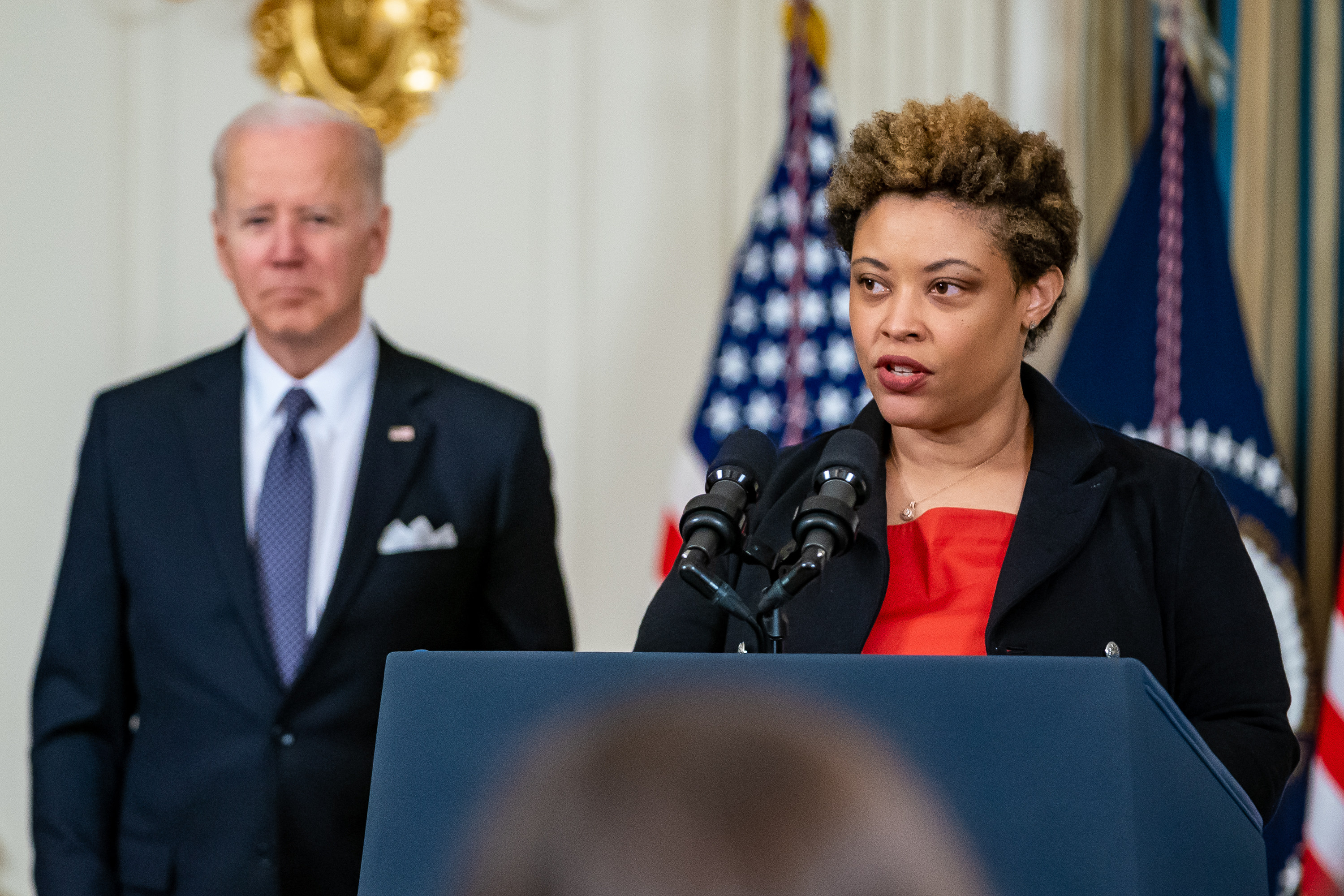
2022年3月28日，莎兰达·扬与乔·拜登在白宫国宴厅会见记者。

在行政管理和预算局副局长提名听证会上，莎兰达获得美国参议院预算委员会多名共和党议员表扬，其中林賽·格雷厄姆表示“我们这边（共和党成员）和你打交道的人都说你做得非常好，没有别的看法”。美国参议院国土安全和政府事务委员会两党议员并没有一致通过她的副局长提名，大家都计划按照自己党的投票路线进行投票，而其中共和党参议员对她支持从联邦预算中删除堕胎补贴法规海德修正案表示担忧。莎兰达就任副局长时兼任局长职务，直至她被正式确认为局长。
原定的局长人选尼拉·坦登遭到强烈反对，国会黑人党团的民主党人开始考虑坦登提名闯关失败的情况下，由莎兰达出任局长。后来坦登撤回提名，黑人党团和新民主党人联盟直接支持杨。众议院议长南希·佩洛西、多数党领袖斯坦利·霍耶和多数党党鞭吉姆·克莱伯恩就莎兰达的提名发表联合声明，表示莎兰达的领导工作“具有历史意义”，“就本届政府渴望与国会议员进行紧密合作，一同制定出能够应对当今时代挑战、得到两党广泛支持的预算传达强有力的信息”。众议院拨款委员会主席罗莎·德劳罗也支持莎兰达出任局长。而在共和党方面，除了林赛·格雷厄姆，支持莎兰达出任的人士包括参议院拨款委员会高级成员、阿拉巴马州参议员理查·謝爾比。
2021年3月23日，美国参议院以63票支持、37票通过莎兰达的副局长提名。同年11月24日，拜登总统宣布提名担任代理局长已八个月的莎兰达为局长，最终于2022年3月15日得到参议院61票支持、36票反对通过。